# Radíkovice
Radíkovice (německy Radikowitz) jsou obec v okrese Hradec Králové v Královéhradeckém kraji. Leží zhruba deset kilometrů západně od Hradce Králové. Žije zde 203 obyvatel.

## Historie
První písemná zmínka o vesnici (Radikowicz) pochází z roku 1365.

## Obyvatelstvo
| Rok            | 1869 | 1880 | 1890 | 1900 | 1910 | 1921 | 1930 | 1950 | 1961 | 1970 | 1980 | 1991 | 2001 | 2011 | 2021 |
| -------------- | ---- | ---- | ---- | ---- | ---- | ---- | ---- | ---- | ---- | ---- | ---- | ---- | ---- | ---- | ---- |
| Počet obyvatel | 234  | 222  | 220  | 207  | 217  | 228  | 179  | 152  | 147  | 158  | 142  | 153  | 164  | 176  | 216  |
| Počet domů     | 36   | 38   | 36   | 35   | 37   | 38   | 41   | 41   | 40   | 41   | 40   | 46   | 50   | 54   | 61   |

## Obecní správa
Mezi lety 1869–1985 Radíkovice byly obcí v okrese Hradec Králové (1869–1930), poté v okrese Hradec Králové-okolí (1950) a později opět v okrese Hradec Králové. Od 1. července 1985 do 31. prosince 1991 patřily jako část obce k Libčanům a od 1. ledna 1992 jsou opět samostatnou obcí.

### Obecní symboly
Znak a vlajka byly obci uděleny rozhodnutím předsedy Poslanecké sněmovny Parlamentu České republiky dne 13. května 2003.

## Galerie

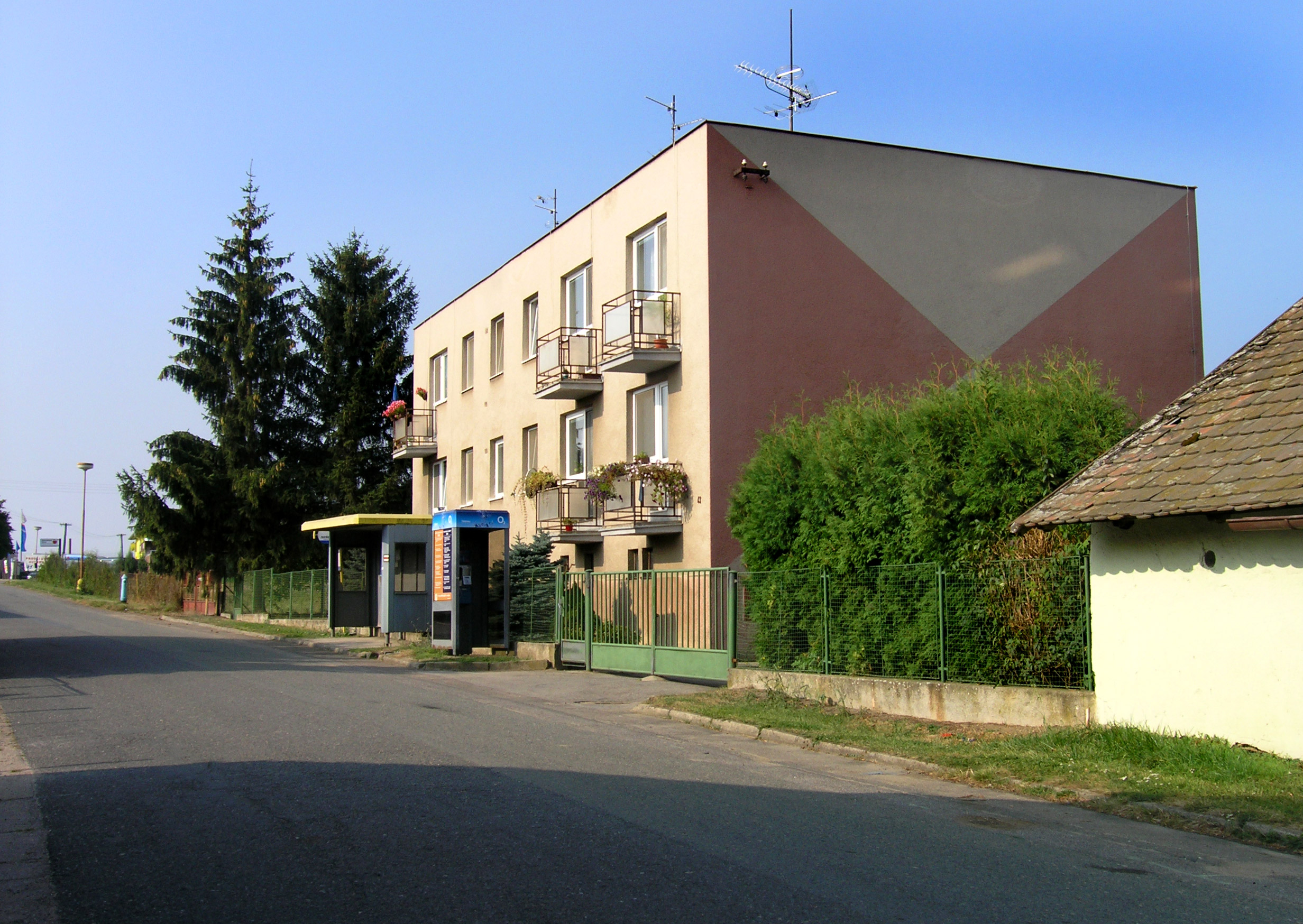
Bytovky ve středu obce
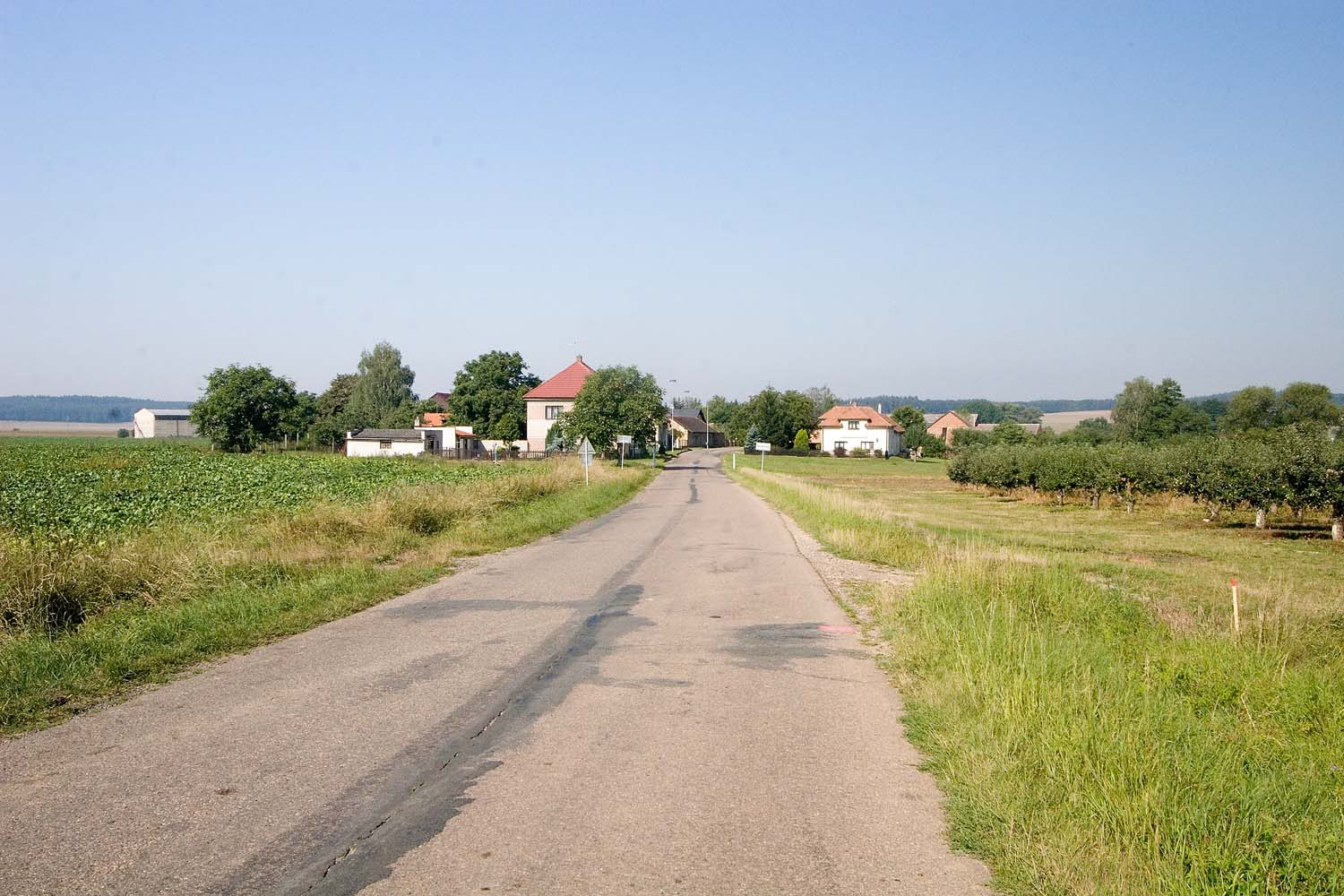
Pohled ze silnice do Těchlovic
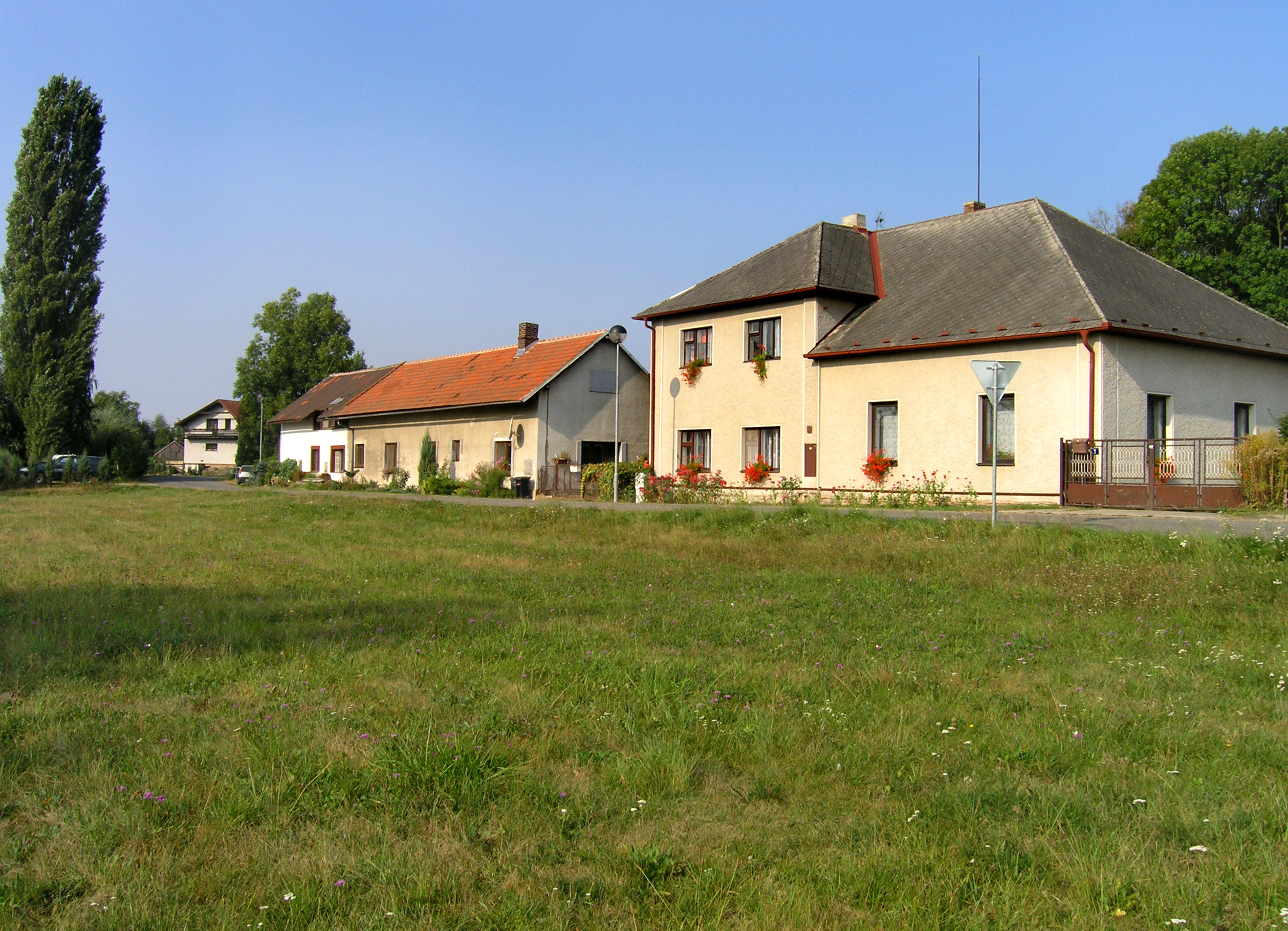
Domky u Radostovského potoka
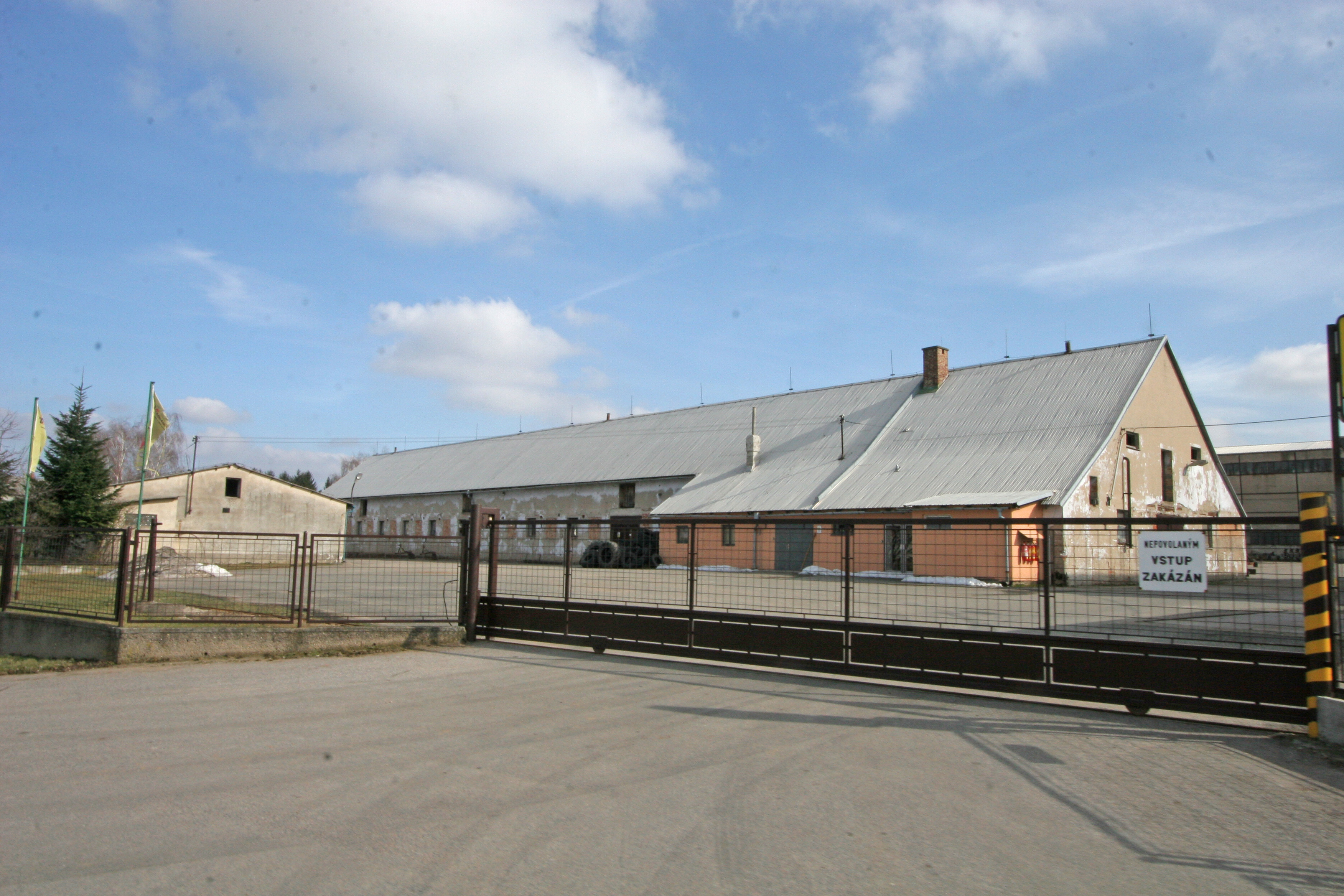
Farma